# Municipio de Lowell (Dakota del Sur)
El municipio de Lowell (en inglés: Lowell Township) es un municipio ubicado en el condado de Marshall en el estado estadounidense de Dakota del Sur. En el año 2010 tenía una población de 50 habitantes y una densidad poblacional de 0,53 personas por km².

## Geografía
El municipio de Lowell se encuentra ubicado en las coordenadas 45°43′33″N 97°48′10″O / 45.72583, -97.80278. Según la Oficina del Censo de los Estados Unidos, el municipio tiene una superficie total de 93.86 km², de la cual 93,61 km² corresponden a tierra firme y (0,27 %) 0,26 km² es agua.

## Demografía
Según el censo de 2010, había 50 personas residiendo en el municipio de Lowell. La densidad de población era de 0,53 hab./km². De los 50 habitantes, el municipio de Lowell estaba compuesto por el 100 % blancos. Del total de la población el 0 % eran hispanos o latinos de cualquier raza.